# Brad Greenspan
 Brad Greenspan es un empresario de Internet que ha estado involucrado en la fundación y la proliferación de propiedades web como MySpace. Greenspan fundó eUniverse. en 1998, que salió a bolsa en 1999. La empresa sobrevivió al Com-busto de 2001 y fue la incubadora que lanzó en 2003 a MySpace. Greenspan dejó su puesto como consejero delegado de eUniverse hacia el final de 2003, después de los problemas contables que dieron lugar a tres cuartas partes de los resultados financieros de tener que ser revisado obligó a poner fin a cuatro meses en un intercambio de acciones de eUniverse.